# Elkton (Kentucky)
Elkton – miasto w Stanach Zjednoczonych, w stanie Kentucky, siedziba administracyjna hrabstwa Todd.